# Ilmatecuhtli
Na mitologia Asteca, Ilmatecuhtli é a deusa da via láctea e criadora das estrelas.